# 布伦登·卡梅伦
布伦登·卡梅伦（英語：Brendon Cameron，1973年2月12日—），新西兰男子自行车运动员。他曾代表新西兰参加1994年和1998年英联邦运动会自行车比赛，获得二枚铜牌，均来自男子团体追逐赛项目。